# 她很漂亮 (日本电视剧)
《她(以前)很漂亮》是日本關西電視台於2021年7月起在火九時段播出的連續劇，由中島健人、小芝風花雙主演。改編自2015年趙成熙編劇的韓劇《她很漂亮》。
台灣由KKTV、friDay影音自7月7日起每週三跟播。

## 登場人物

### 主要人物
- 長谷部宗介：中島健人（幼兒時期：高木隆之介）

國際時尚雜誌「THE MOST」日本版的副總編輯暨創意總監。小時候很胖常受到欺負，只有愛願意做他的朋友並處處鼓勵他，視愛為初戀。
升國中時家裡搬去美國因此和愛斷了聯繫，現在回到日本，想與愛見面。但因為沒認出愛而使愛信心大減。在工作場合上對愛很嚴厲。
原劇角色：池成俊
- 佐藤愛：小芝風花（幼兒時期：白水ひより）

「THE MOST」的編輯部三個月實習助手。梨沙的室友。小時候是品學兼優的模範生，後來因為家道中落以及父親的醜陋基因開始浮現，成了人人口中的醜女。
因為外表吃了不少悶虧，對外表沒有自信，因此不敢與宗介相認。
原劇角色：金惠珍
- 樋口拓也：赤楚衛二

國際時尚雜誌「THE MOST」編輯部的成員。個性活潑開朗。總是將愛稱為傑克森（愛的穿著原因）。另外一個身份是作家——楠瀨凜。
原劇角色：金信赫
- 桐山梨沙：佐久間由衣

愛的摯友。愛的室友。在餐廳擔任經理，是有錢人家的小姐。因為外表亮麗，被愛拜託去和長谷部相認。
原劇角色：閔夏莉

### THE MOST編輯部
- 池澤蘭子：LiLiCo

THE MOST的總編，社長的妹妹。
原劇角色：金拉拉
- 岡島唯子：片瀨那奈

在宗介來之前是最有望成為副總編的人。
原劇角色：車珠英
- 宮城文太：本多力
- 里中純一：高橋優斗
- 須田惠里花：宇垣美里

聯誼愛好者
- 東今日子：寒川綾奈
- 風見若葉：村瀨紗英
- 小松麻利奈：山田桃子

### 愛的家人
- 佐藤豐：菅原大吉

愛的父親
原劇角色：金重燮
- 佐藤明里：松田陽子

愛的母親
原劇角色：韓靜慧
- 佐藤桃：吉田莉櫻

愛的妹妹
原劇角色：金惠琳

## 製作團隊
- 原作：『她很漂亮』（韓國「MBC」製作、編劇：趙成熙）
- 劇本：清水友佳子、三浦希紗
- 導演：紙谷楓、木下高男、松田祐輔
- 配樂：橋本由香利
- 片頭曲：Awesome City Club（cutting edge）
- 主題曲：Sexy Zone（Top J Records / 日本環球音樂）
- 製作人：萩原崇、芳川茜、涉谷英史
- 制作：關西電視台、共同電視

## 播出日程
| 集數                                                    | 播出日期 | 標題 | 編劇       | 演出     | 收視率 |
| ------------------------------------------------------- | -------- | ---- | ---------- | -------- | ------ |
| 1                                                       | 7月6日   |      | 清水友佳子 | 紙谷楓   | 7.6%   |
| 2                                                       | 7月13日  |      | 清水友佳子 | 紙谷楓   | 7.0%   |
| 3                                                       | 7月20日  |      | 三浦希紗   | 紙谷楓   | 7.1%   |
| 4                                                       | 7月27日  |      | 三浦希紗   | 木下高男 | 4.8%   |
| 5                                                       | 8月10日  |      | 清水友佳子 | 木下高男 | 6.4%   |
| 6                                                       | 8月17日  |      | 三浦希紗   | 松田祐輔 | 6.9%   |
| 7                                                       | 8月24日  |      | 清水友佳子 | 紙谷楓   | 7.2%   |
| 8                                                       | 8月31日  |      | 三浦希紗   | 木下高男 | 7.2%   |
| 9                                                       | 9月7日   |      | 清水友佳子 | 木下高男 | 7.1%   |
| 最終話                                                  | 9月14日  |      | 清水友佳子 | 紙谷楓   | 8.5%   |
| 平均收視率 7.0%（收視率由Video Research於關東地區統計） |          |      |            |          |        |

## 外部連結
- 官方网站（日語）
- 她很漂亮Instagram帳戶
- 長谷部宗介的Instagram帳戶
- 《她很漂亮》官方的X（前Twitter）
- 官方网站－緯來日本台（繁體中文）

| 日本 關西電視台 週二晚間九點連續劇                | 日本 關西電視台 週二晚間九點連續劇 | 日本 關西電視台 週二晚間九點連續劇 |
| ------------------------------------------------- | ---------------------------------- | ---------------------------------- |
|                                                   | 她很漂亮 （2021年7月6日－9月14日） |                                    |
| 大豆田永久子與三個前夫 （2021年4月13日－6月15日） | （時段取消） 該檔次改為月10        |                                    |

| 臺灣 緯來日本台 每週一至五 22:00-23:00       | 臺灣 緯來日本台 每週一至五 22:00-23:00   | 臺灣 緯來日本台 每週一至五 22:00-23:00 |
| -------------------------------------------- | ---------------------------------------- | -------------------------------------- |
|                                              | 她以前很漂亮 （2021年11月18日－12月1日） |                                        |
| 派出所女警執勤中 （2021年11月5日－11月17日） | 約定的灰姑娘 （2021年12月2日－12月15日） |                                        |